# PrimPol
A PrimPol a PRIMPOL gén által kódolt fehérje. Eukarióta fehérje DNS-polimeráz- és primázaktivitással is, mely a transzléziós szintézisben érintett. Ez az első eukarióta fehérje, mely dezoxiribonukleotidokkal történő primázaktivitással rendelkezik. Ezenkívül a mitokondriumokban észlelt első fehérje transzléziós DNS-szintézis-aktivitással.

## Etimológia
A PrimPolt bioinformatikai tanulmányban azonosították, eredetileg feltételezték, hogy csak primáz. 2014-es in vitro és in vivo tanulmányok azonban kimutatták, hogy a primázaktivitás mellett DNS-polimeráz-aktivitással is rendelkezik, melyek mind a katalitikus doménhez lokalizálódnak. Így a fehérjét PrimPolnak nevezték el.

## Funkció
A funkció a DNS-replikációban fontos DNS-primáz és -polimeráz. A többi ismert polimerázzal szemben a PrimPol RNS-primer nélkül is képes elindítani a replikációt és képes az általa létrehozott primerekből bővíteni. A PrimPol elsősorban dezoxinukleotidokkal indítja a replikciót a ribonukleotidokkal szemben, és csak dezoxinukleotidok használatával bővít naszcens DNS-láncból. A PrimPol DNS-lánc-bővítése során a helyes Watson–Crick-bázispárosodás közel 1000-szer gyakoribb a helytelennél. A PrimPol szerepe a zavartalan replikációban ismeretlen, a PrimPol-hiányos sejtek lassú replikációsvilla-előrehaladást és proliferációt, valamint nagyobb RPA-fókuszt mutatnak.
A WFYY motívum szükséges a bejövő 3′-nukleotid stabilizálásához a replikációs villa újraindításakor.

## Transzléziós DNS-szintézis
A PrimPol feltehetően szerepet játszik a transzléziós szintézisben. Mikor a replikációs villa DNS-károsodás helyéhez ér, megáll, mely halálos egyszálú részekhez és kettősszál-törésekhez vezethet. A PrimPol a polimerázok egyik egyik tagja, mely aktiválható a kettősszál-törések helyei után történő replikációhoz. A PrimPol UV-besugárzás után a kromatinhoz lokalizálódik. A PrimPol képes az UV-besugárzás során keletkező pirimidindimerek áthidalásán in vitro. A PrimPol primázaktivitását igényli az UV-léziók in vivo megállásmentes áthidalásához. Ezek alapján a PrimPol két eltérő hatásmóddal rendelkezhet a léziókon való áthaladáshoz, az egyik a léziók közvetlen átolvasását tartalmazza hagyományos transzléziósszintézis-móddal, a másik a lézió és a posztreplikatívan kitöltött rés utáni primerképzésből áll.
Az UV-léziók mellett a PrimPol át tud haladni a 8-oxoguaninon, mely az oxidatív stressz miatt keletkezik, mely különösen fontos a mitokondriumok oxidatív környezetében. A mitokondriumokban azonosított DNS-polimeráz, a Pol γ e léziók után kevéssé tud replikálni és gyakran áll meg. Továbbá a PrimPol az esetek körülbelül 80%-ában át tud haladni egy AP-helyen.
Hibákra hajlamos, a proliferálósejt-magantigén nem szabályozza, ssDNS-kötő fehérjék igen.

## Szerkezet
A PrimPol két fehérjedoménből áll: egy katalitikus primáz–polimeráz és egy cinkujjdoménből. A primáz- és polimeráz-katalitikusfunkciók a primáz–polimeráz doménre lokalizálódnak, de a primázaktivitáshoz szükséges a cinkujj.

## Helye a sejtben
A PrimPol elsősorban a sejtplazmában található (47%), de nagy mennyiségben megtalálható a mitokondriumokban (34%) és a sejtmagban (19%). A mitokondriális rész a mitokondriális mátrixban van, nem a membránban vagy a membránközi térben.

## Klinikai jelentőség

### PrimPol-mutációk
A PRIMPOL gén egy mutációja összefügg a 22-es típusú miópiával. Az Y89D mutáció alacsony processzivitású PrimPolt kódol, mely in vivo gátolja a replikációs villákat.

### Tumorok
A PRIMPOL-expresszió jelentős eltérése erősen összefügg a tumorokkal. például a glioblasztómával, a tisztasejtes veserákkal, a petefészekrákkal és az invazív mellrákkal. Mivel a PrimPol antimutagén, csökkenése vagy mutációja összefügg a pontmutációk számának növekedésével. Ennek ellenére bizonyos tumorok, például a fej-nyaki laphámrák (HNSCC), a glioblasztóma vagy a feokromocitómás paraganglióma nagyobb PRIMPOL-expressziót mutatnak a megfelelő normál szöveteknél.

## Fordítás
Ez a szócikk részben vagy egészben  a   PrimPol című angol Wikipédia-szócikk ezen változatának fordításán alapul.  Az eredeti cikk szerkesztőit annak laptörténete sorolja fel. Ez a jelzés csupán a megfogalmazás eredetét és a szerzői jogokat jelzi, nem szolgál a cikkben szereplő információk forrásmegjelöléseként.